# Morterolles-sur-Semme
Pour les articles homonymes, voir Morterolles.
Morterolles-sur-Semme est une ancienne commune française située dans le département de la Haute-Vienne et la région Nouvelle-Aquitaine. Elle est rattachée à la commune de Bessines-sur-Gartempe depuis 1982, après avoir été associée de 1973 à 1982.

## Géographie
Le bourg de Morterolles est situé au nord de Bessines-sur-Gartempe, dans le nord du département de la Haute-Vienne. Bordé par la Semme au nord, il est traversé par l'ancienne route nationale 20, déclassée en RD 220, et longé par l'autoroute A20. 
Son altitude oscille entre 280 et 320 mètres.

## Histoire
La commune, initialement nommée Morterolles, devient Morterolles-sur-Semme en 1919. Morterolles-sur-Semme est rattachée à la commune de Bessines-sur-Gartempe par l'arrêté préfectoral du 29 novembre 1972, qui prend effet le 1er janvier 1973, sous le régime de la fusion-association. En 1982, cette fusion-association devient une fusion simple.

## Politique et administration
| Période                                  | Période | Identité        | Étiquette | Qualité |
| ---------------------------------------- | ------- | --------------- | --------- | ------- |
| 1945                                     | 1947    | Arthur Thouraud |           |         |
| 1947                                     | 1953    | Auguste Dutheil |           |         |
| 1953                                     | 1965    | Edmond Tessier  |           |         |
| 1965                                     | 1971    | Paul Petit      |           |         |
| 1971                                     | 1972    | Jean Cacaud     |           |         |
| Les données manquantes sont à compléter. |         |                 |           |         |

## Démographie
| 1793 | 1800 | 1806 | 1821 | 1831 | 1836 | 1841 | 1846 | 1851 |
| ---- | ---- | ---- | ---- | ---- | ---- | ---- | ---- | ---- |
| 503  | 455  | 479  | 600  | 641  | 657  | 612  | 681  | 733  |

| 1856 | 1861 | 1866 | 1872 | 1876 | 1881 | 1886 | 1891 | 1896 |
| ---- | ---- | ---- | ---- | ---- | ---- | ---- | ---- | ---- |
| 676  | 602  | 577  | 543  | 574  | 585  | 662  | 667  | 645  |

| 1901 | 1906 | 1911 | 1921 | 1926 | 1931 | 1936 | 1946 | 1954 |
| ---- | ---- | ---- | ---- | ---- | ---- | ---- | ---- | ---- |
| 630  | 648  | 636  | 558  | 545  | 484  | 430  | 425  | 408  |

| 1962 | 1968 | - | - | - | - | - | - | - |
| ---- | ---- | - | - | - | - | - | - | - |
| 470  | 427  | - | - | - | - | - | - | - |

## Culture locale et patrimoine

### Lieux et monuments
- Croix de Morterolles (XVIIIe siècle), inscrite aux monuments historiques.

### Personnalités
L'animateur de télévision Pascal Sevran (1945-2008) résidait à Morterolles avant son décès à Limoges.